# ゴー・ヴィエト・トゥ
ゴー・ヴィエト・トゥ（Ngô Viết Thụ / 吳曰樹、1926年 - 2000年）は、南ベトナム大統領官邸（現統一会堂）の設計やサイゴン・チョロンの総合都市計画を手がけた、南ベトナムの国家的建築家。
フランス留学帰りの人物で、エコール・デ・ボザール出身。

## 経歴
1926年ベトナム・トゥアティエン省生まれ。
インドシナのエコール・デ・スペシオール・デ・アーキテクチャで建築を学び、DJA LATを経てエコール・デ・ボザールに進学。パリのボザールではローマ賞（1955年）を受賞し、建築と都市計画の研究を行うために、ローマのヴィラ・メディチにある在ローマ・フランス・アカデミーへと遊学（1955年から1958年）。
その後設計フエ大学キャンパス（1961年から1963年）における原子研究センター、DJA LATフエのアンザン1ホテル（1962）フン（1962年から1965年）PHUカム大聖堂（1963年）、エアーベトナム本社（1972）、フエのセンチュリーホテル（1990）などを手がける。そしてサイゴンの医学大学（ベトナムチームのチーフ、ヒューストンのCRSらと）、パリの国際芸術センター（建築家ポール・トゥルノンとオリバー・クレマン・Cacoubとの連携）の設計において、国際的な建築家として知られていく。
今日まで、最もよく知られている現代のベトナムの建築家であることのほかに、彼はまた当時としては革新的な画家であった。
最も有名な絵画の作品は "国家的風景"（独立宮殿のメインダイニングルームに掲示される）と "スピード"（個人蔵）がある。
1962年、アメリカ建築家協会アジア人の名誉フェロー建築家となる。
子供の一人ジュニアは、カリフォルニア大学バークレー校とワシントン大学を卒業し、現在米国とベトナムで活躍する建築家、都市プランナーである。